# Coppa del Mondo di lunga distanza
La Coppa del Mondo di lunga distanza di sci di fondo è stato un trofeo assegnato annualmente dalla Federazione Internazionale Sci dal 1997 al 2000.
La classifica veniva stilata tenendo conto solo dei risultati delle gare di lunga distanza disputate nel circuito della Coppa del Mondo di sci di fondo; alla fine della stagione lo sciatore e la sciatrice con il punteggio complessivo più alto vincevano la Coppa del Mondo di specialità. Il trofeo consegnato al vincitore era una sfera di cristallo, che rappresentava il mondo, su un piedistallo. Aveva la stessa forma, ma con dimensioni più piccole, del trofeo spettante ai vincitori della Coppa del Mondo di sci di fondo.

## Risultati
Risultati stagionali:

### Uomini
| Stagione | Vincitore                   | Secondo                  | Terzo                          |
| -------- | --------------------------- | ------------------------ | ------------------------------ |
| 1997     | Mika Myllylä ( Finlandia)   | Bjørn Dæhlie ( Norvegia) | Vladimir Smirnov ( Kazakistan) |
| 1998     | Thomas Alsgaard ( Norvegia) | Bjørn Dæhlie ( Norvegia) | Mika Myllylä ( Finlandia)      |
| 1999     | Michail Botvinov ( Austria) | Bjørn Dæhlie ( Norvegia) | Mika Myllylä ( Finlandia)      |
| 2000     | Johann Mühlegg ( Spagna)    | Michail Ivanov ( Russia) | Michail Botvinov ( Austria)    |

### Donne
| Stagione | Vincitrice                      | Seconda                         | Terza                     |
| -------- | ------------------------------- | ------------------------------- | ------------------------- |
| 1997     | Elena Välbe ( Russia)           | Stefania Belmondo ( Italia)     | Nina Gavryljuk ( Russia)  |
| 1998     | Larisa Lazutina ( Russia)       | Stefania Belmondo ( Italia)     | Ol'ga Danilova ( Russia)  |
| 1999     | Kristina Šmigun-Vähi ( Estonia) | Stefania Belmondo ( Italia)     | Larisa Lazutina ( Russia) |
| 2000     | Larisa Lazutina ( Russia)       | Kristina Šmigun-Vähi ( Estonia) | Ol'ga Danilova ( Russia)  |